# Cordovado-Sesto
Cordovado-Sesto (włoski: Stazione di Cordovado-Sesto) – stacja kolejowa w Cordovado, w regionie Friuli-Wenecja Julijska, we Włoszech. Znajdują się tu 2 perony. Choć położona jest blisko Cordovado, stacja geograficznie znajduje się w miejscowości Sesto al Reghena, w Casette. Z tego powodu, pełna nazwa stacji to Cordovado-Sesto. Została otwarta w 1888.